# Nostra Signora della Misericordia (Savona)

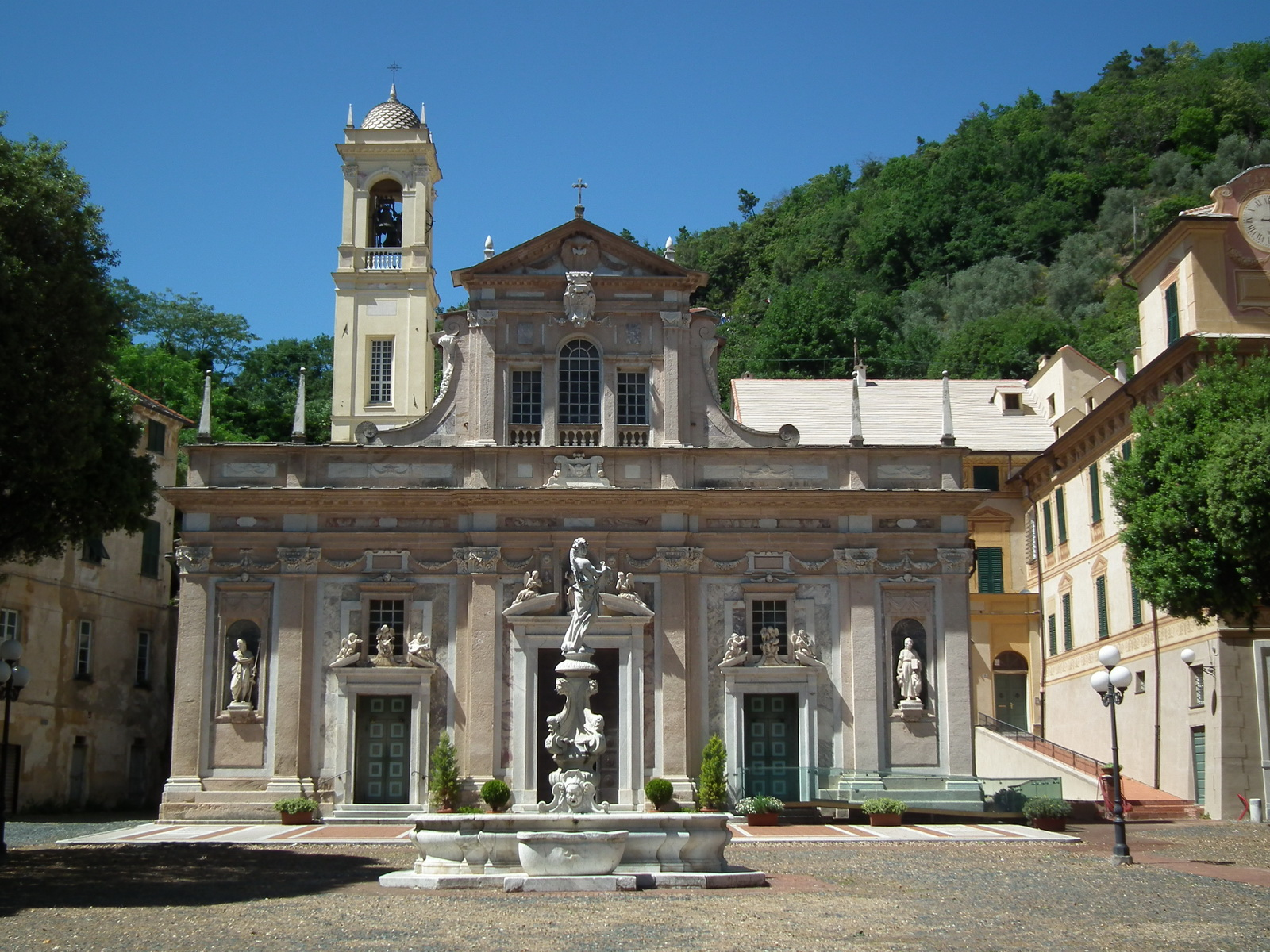
Basilika Nostra Signora della Misericordia

Die Basilika Nostra Signora della Misericordia (deutsch Basilika Maria der Barmherzigkeit) ist eine römisch-katholische Kirche bei Savona in der italienischen Region Ligurien. Die Wallfahrtskirche des Bistums Savona-Noli hat den Rang einer Basilica minor. Die Kirche wurde im 16. Jahrhundert nach einer Marienerscheinung im Stil der Renaissance erbaut und erhielt Anfang des 17. Jahrhunderts eine barocke Fassade.

## Geschichte

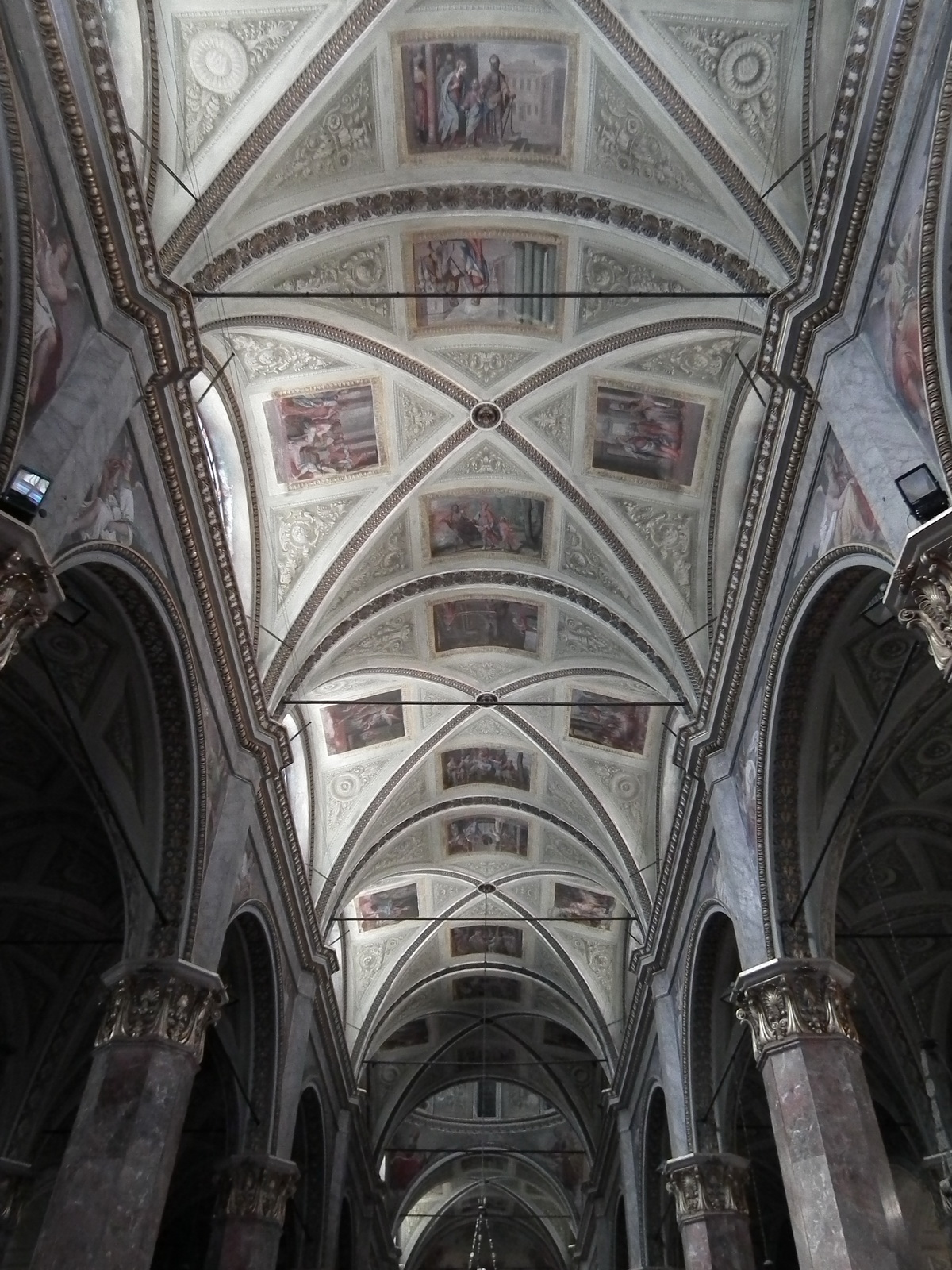
Fresken im Gewölbe

Die Wallfahrtskirche wurde an dem Ort errichtet, der an die Erscheinung der Jungfrau Maria am 18. März 1536 an den Hirten Antonio Botta erinnert. Die Jungfrau erschien dem Hirten in einer Zeit des Krieges zwischen Savona und Genua und hatte die Botschaft, beide Parteien aufzufordern, „Misericordia e non Giustizia“ („Barmherzigkeit und nicht Gerechtigkeit“) zu üben. Die Kirche wurde bereits 1540 in ihrer ersten Form im genuesischen Manierismus fertiggestellt. Die Barockfassade wurde 1609–1611 von Taddeo Carlone entworfen und gebaut.
Das Statue der Schutzpatronin von Savona wurde beim Besuch von Papst Pius VII. im Jahr 1815 kanonisch gekrönt, nachdem der Papst von 1809 bis 1813 von Napoleon in Savona gefangen gehalten wurde. Die Kirche wurde 1904 durch Papst Pius X. zur Basilica minor erhoben. 2008 verlieh Papst Benedikt XVI. dem Heiligtum die Goldene Rose.

## Architektur
Die Kirche befindet sich etwa sechs Kilometer vom Stadtzentrum entfernt im Tal des Letimbro. Die dreischiffige Basilika wurde von Pace Antonio Sormano in den Jahren 1536–1540 erbaut. Das Mittelschiff umfasst sieben Joche, wobei über dem Altarbereich aus dem sechsten eine Kuppel mit durchfenstertem Tambour ragt. Unter dem erhöhten Chor wurde eine Krypta für die Statue der Muttergottes der Barmherzigkeit geschaffen, der Zugang erfolgt über eine zentrale Treppe vom Langhaus. Der Glockenturm erhebt sich auf der linken Chorseite. Um die Kirche herum wurden ein Hospiz und ein Waisenhaus errichtet. Auf dem Platz vor der Kirche steht ein Brunnen von Giacomo Antonio Ponsonelli aus dem Jahr 1708.

## Ausstattung

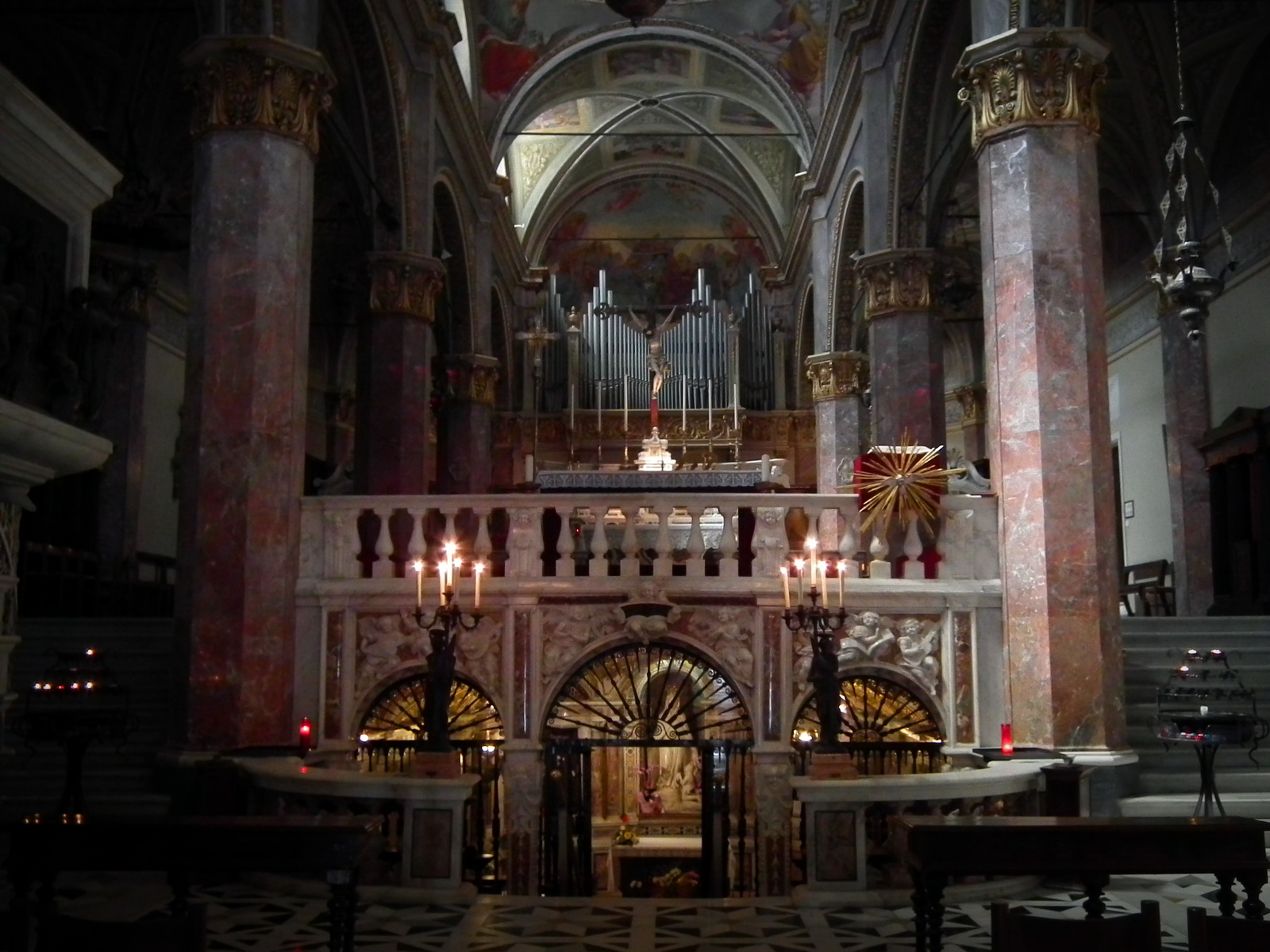
Chor und Eingang zur Krypta

Das Innere ist von bedeutenden Architekten und Künstlern reich ausgestattet worden. Der Hauptaltar wird dem Atelier von Francesco Maria Schiaffino zugeschrieben. Die Fresken in der Kuppel stammen von Bernardo Castello. Die vier Pendentifs wurden von dem Maler Narducci bemalt. Das Gewölbe des Kirchenschiffs wurde von Narducci, Riva, Giuseppe Ghislandi und dem Stuckateur Raffaele Cattori aus Lamone verziert.
Das linke Seitenschiff und die Kapellen enthalten zwei Altarbilder, eine Madonna della Neve (1. Kapelle) und eine Geburt Christi (3. Kapelle) von Bernardo Castello. In der zweiten Kapelle befindet sich ein Marmorrelief von Gianlorenzo Bernini. In der dritten Kapelle befindet sich ein Marmorrelief mit der Verkündigung von Andrea Semino.
Im rechten Seitenschiff befinden sich ein Altarbild der Unbefleckten Empfängnis von Paolo Gerolamo Brusco (1742–1820), eine Geburt Christi von Orazio Borgianni und eine Darstellung Marias im Tempel von Domenichino. Das Kruzifix am Ende des Seitenschiffs stammt von Giovanni Battista Paggi.
Der Chor verfügt über eine prächtig gestaltete Intarsienwand von Vincenzo und Giuseppe Garassino, die im 18. Jahrhundert fertiggestellt wurde. Die zentrale Tafel reproduziert ein Gemälde von Giuseppe Agostino Ratti. Die Engelsfresken in der Apsis wurden 1928 von Eso Peluzzi nach antikem Vorbild vollendet. Die Statue der Jungfrau in der Krypta ist ein Werk von Pietro Orsolino.